# This Is England ’86
This Is England '86 ist eine vierteilige britische Miniserie von Shane Meadows und ist der Nachfolger zum Film This Is England aus dem Jahr 2006.

## Handlung
This Is England '86 spielt drei Jahre nach dem Film und handelt hauptsächlich von Shaun und Lol.

## Besetzung
- Thomas Turgoose als Shaun
- Vicky McClure als Lol
- Joe Gilgun als Woody
- Andrew Shim als Milky
- Rosamund Hanson als Smell
- Chanel Cresswell als Kelly
- Danielle Watson als Trev
- Andrew Ellis als Gadget
- Michael Socha als Harvey
- Perry Benson als Meggy
- George Newton als Banjo
- Stephen Graham als Combo

## Hintergrund
Am 26. August 2009 gab Channel 4 bekannt, dass sie das vierteilige Fernsehdrama This Is England '86 in Auftrag gegeben haben. Die Miniserie wurde von Shane Meadows und Jack Thorne geschrieben. Meadows sagte:

“When I finished This Is England, I had a wealth of material and unused ideas that I felt very keen to take further – audiences seemed to really respond to the characters we created and out of my longstanding relationship with Film4 and Channel 4 the idea for a television serial developed. Not only did I want to take the story of the gang broader and deeper, I also saw in the experiences of the young in 1986 many resonances to now – recession, lack of jobs, sense of the world at a turning point. Whereas the film told part of the story, the TV serial will tell the rest.”

„Als ich This Is England fertigstellte, hatte ich eine Menge von Material und nicht benutzen Ideen, die ich sehr gerne voranbringen wollte – die Zuschauer mochten die Figuren wirklich und wir erschufen auf Grund meiner guten Beziehungen zu Film4 und Channel 4 die Idee einer Fernsehserie. Ich wollte nicht nur die Geschichte der Gang breiter und tiefer machen, sondern sah auch, dass die Erfahrung der Jugend im Jahr 1986 viele Ähnlichkeiten mit der heutigen hat – Rezession, Arbeitslosigkeit, die Welt an einem Wendepunkt. Während der Film Teile erzählt hat, erzählt die Serie den Rest.“

Die Serie spielt während der Fußball-Weltmeisterschaft 1986 in Mexiko, Chris de Burgh war auf Platz eins der Musikcharts, und in Großbritannien gab es 3,4 Millionen Arbeitslose. Während Shaun (immer noch gespielt von Thomas Turgoose) seine letzte Klausur schreibt, wird ihm bewusst, dass er seinen Weg in dieser Welt finden muss. Seine Freunde – inklusive Woody, Lol, Smell, Gadget und Meggie – sind immer noch da und suchen nach Liebe, Unterhaltung und Arbeit. Meadows gab an, dass Combo (wieder gespielt von Stephen Graham) zurückkommt, dass das Schicksal von Milky aufgeklärt wird und dass die Hochzeit zwischen Woody und Lol abgesagt wird. Zudem würde er gerne eine mögliche zweite Staffel im Jahr 1990 spielen lassen.

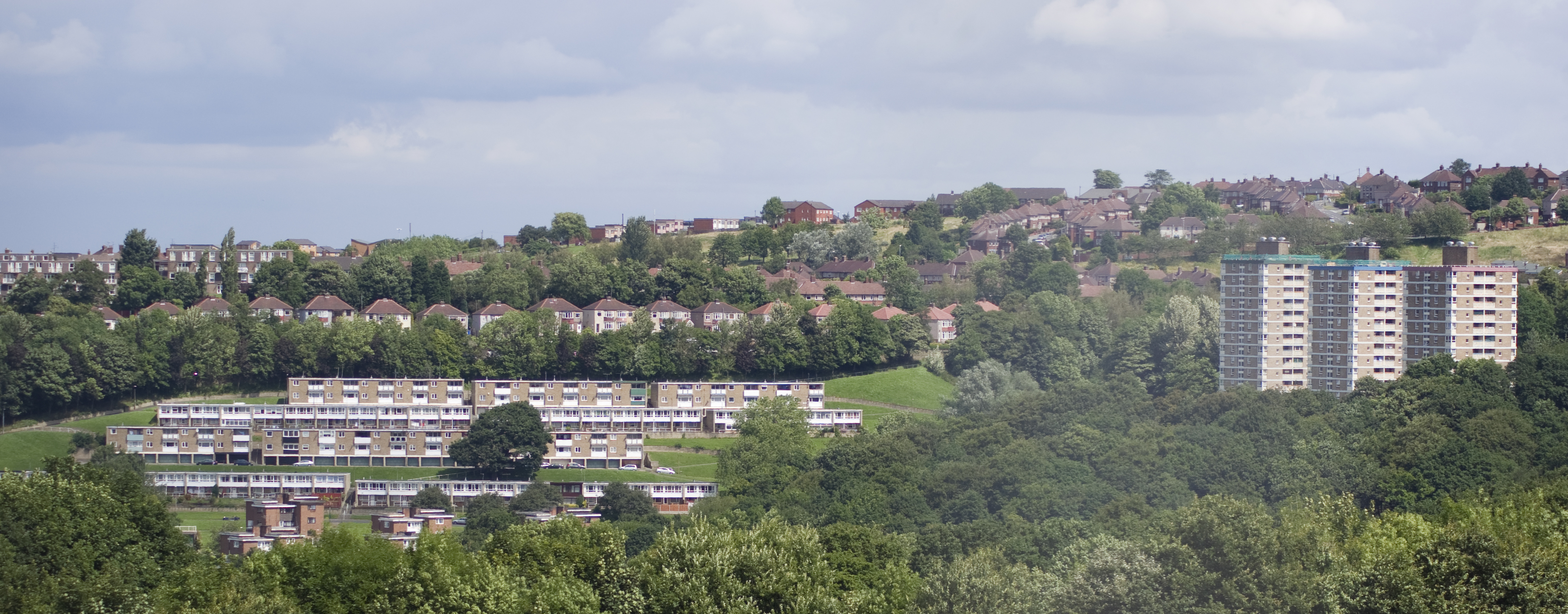
Blick auf Gleadless Valley

Am 6. Januar 2010 schrieb Meadows auf seiner Webseite, dass das Projekt This Is England '86 heißen werde. Milky sei am Leben, Woody hat einen Fabrikjob und will Lol heiraten. Später fügte er hinzu, dass Motorroller wie Vespa und Lambretta in der Serie genutzt werden um die Scooterboy-Bewegung gegen Mitte und Ende der 1980er darzustellen. Dies ist das erste Mal, dass Meadows eine weibliche Hauptrolle besetzt. Die Serie fokussiert sich auf Lol, während die Nebendarsteller aus der alten Gang bestehen. Meadows gab an, dass, was passiert, werde Lol für immer verändern, und dass darunter einige seiner schwierigsten Szenen seiner Karriere fallen.
Große Teile wurden in der Gleadless Valley Gegend von Sheffield gedreht. Am 5. Juni wurden die Dreharbeiten abgeschlossen. Erste Produktionsfotos und Trailer wurden auf der offiziellen Seite von Channel 4 veröffentlicht.
Die Serie lief vom 7. September bis zum 28. September 2010 auf Channel 4.

## Episodenliste
| Nr. | Deutscher Titel | Originaltitel | Zusammenfassung | Erstausstrahlung UK | Deutschsprachige Erstausstrahlung (D) |
| --- | --------------- | ------------- | --- | ------------------- | ------------------------------------- |
| 1   | –               | Episode 1     | Nachdem Shaun seine letzte Prüfung geschrieben hat, wird er von seiner Mutter gedrängt, sich einen Job zu suchen. Woody und Lol wollen heiraten, doch es kommt zu Problemen. | 7. Sep. 2010        | –                                     |
| 2   | –               | Episode 2     | Gadget hat unerwiderte Gefühle für Kelly. Woody und Milky buhlen um Lols Zuneigung. Shaun ist zufrieden mit dem Stand der Dinge, bis auf die sexuellen Aktivitäten seiner Mutter. Gadget trifft Winston, Trudys Sohn. | 14. Sep. 2010       | –                                     |
| 3   | –               | Episode 3     | Lol will weder Milky noch Woody und weist ihren Vater zurück. Combo ist wieder da und Gary Lineker erzielt einen Hattrick gegen Polen bei der Fußball-Weltmeisterschaft 1986. Am Ende der Folge vergewaltigt Lols Vater Trev. Combo bricht überraschend im Wohnzimmer von Shaun zusammen. | 21. Sep. 2010       | –                                     |
| 4   | –               | Episode 4     | Woody will alles wiedergutmachen und Lol endlich richtig heiraten. Combo will seine sterbende Mutter besuchen, erscheint jedoch zu spät. Nachdem Trev Lol von der Vergewaltigung erzählt hatte, konfrontiert diese ihren Vater damit. Dieser versucht sie daraufhin zu vergewaltigen und Lol erschlägt ihn mit einem Hammer. Combo, der seine alte Freundin besuchen will, bemerkt dies und nimmt die Schuld für den Tod des Vaters auf sich. Die Serie endet mit Szenen der Hand Gottes im Spiel Englands gegen Argentinien. Während die Freunde das Spiel im Fernsehen beobachten, diskutieren Woody, Kelly, Trev und Lol unter Tränen über die vorangegangenen Ereignisse. Combo wird in Untersuchungshaft gesperrt. | 28. Sep. 2010       | –                                     |

## Fortsetzungen
Mit This Is England ’88 gab es ein zweistündiges Special. This Is England ’90, eine weitere Staffel, die während der Ravebewegung spielt, wurde im September 2015 ausgestrahlt.

## Auszeichnungen
- Stockholm International Film Festival 2010: „Audience Award“